# 卡拉韋洛瓦角
62°30′11.5″S 60°03′22″W / 62.503194°S 60.05611°W

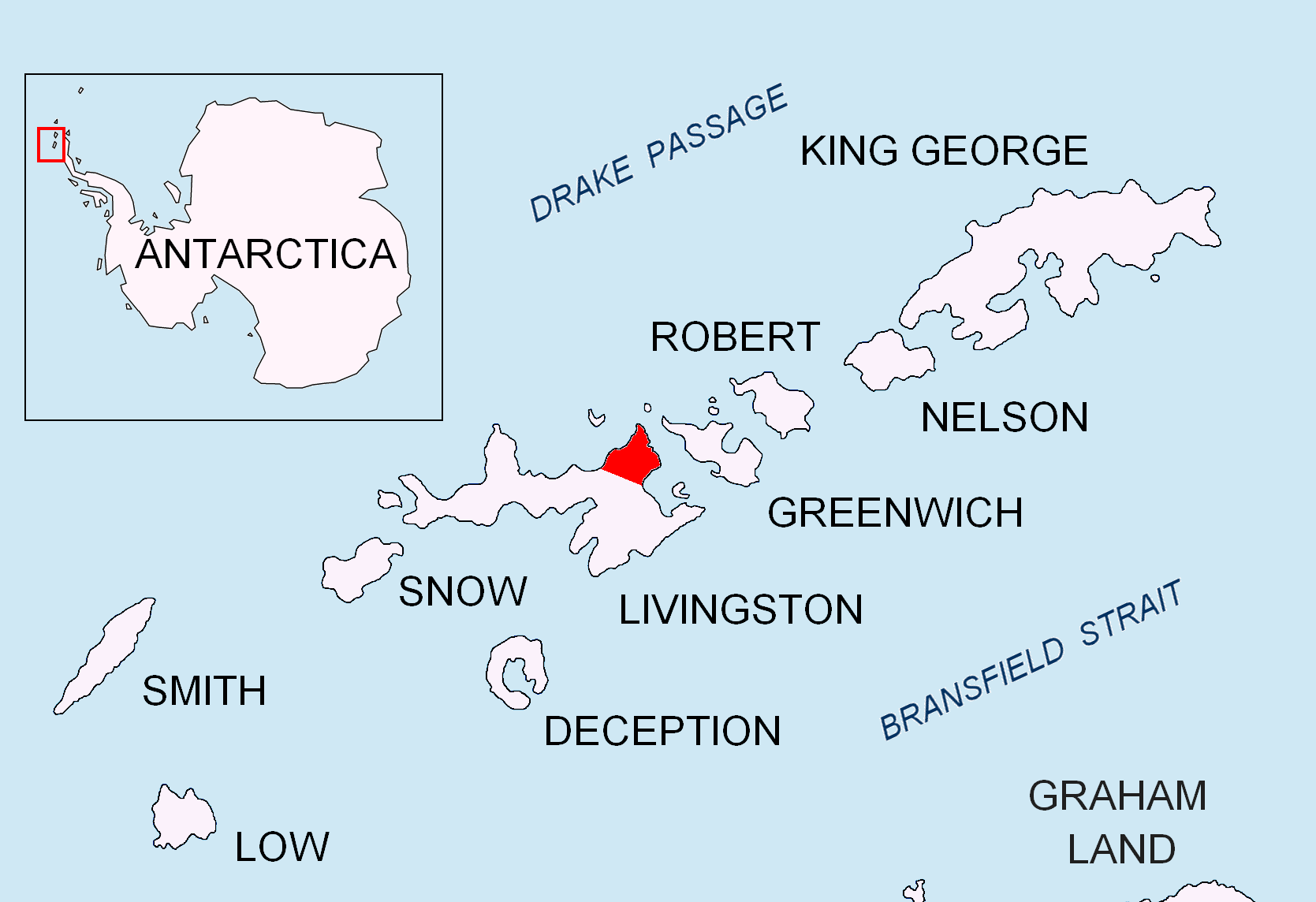

卡拉韋洛瓦角是南極洲的海岬，位於南設得蘭群島中利文斯頓島的瓦爾納半島東北岸，處於波莫里角以南2.1公里、威廉斯角東南面7公里和伊諾特角西北面3.6公里。

## 外部連結
- SCAR Composite Antarctic Gazetteer.